# Дом Котомина
Дом Котомина — памятник архитектуры. Расположен в Санкт-Петербурге, современный адрес дома — Невский проспект, 18 (Большая Морская улица, 12, набережная реки Мойки, 57).

## История

### Дом Неймана

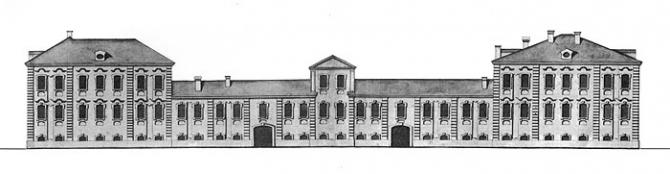
Дом Неймана

Первый дом на участке был построен в 1705 году для адмирала Крюйса (хотя сам он жил в другом здании). В 1715 году Крюйс в письме упоминал, что дом перенесли, на его месте строят трактир. Следующими владельцами были М. И. Балк, Х. Килвент, Октавий Бартоломе Герцен (или Октавий Бартоломео Герцын). Летом 1736 года у Герцена арендовал комнаты персидский посланник, 11 августа его слуги случайно подожгли стог сена, когда курили во дворе. Дом сгорел, как и почти вся Морская слобода, и на его месте в 1738 году построили дом для нового арендатора, придворного портного И. Неймана (от Герцена в 1740 году участок перешёл Христиану Килвинту, и в том же мае Нейман его выкупил). Считается, что автором проекта был Михаил Земцов. Он построил в стиле раннего барокко двухэтажный дом на высоких подвалах, с корпусами, соединёнными одноэтажным переходом вдоль проспекта. Центр перехода выделялся небольшим двухэтажным мезонином в две оси, при этом архитектор вышел за красную линию Невского проспекта, тем самым заузив его. Фасад дома выходил на Мойку, которая на тот момент была престижней дороги, в будущем ставшей Невским проспектом.
Владельцем соседнего с Крюйсом участка был Лев Васильевич Измайлов, построивший двухэтажный дом на высоких подвалах в семь осей с подворотней посередине. Он восстановил свой дом после пожара. Нейман выкупил участок у наследников Измайлова в 1752 году, в 1756 году часть дома заняли дворцовые службы, в нём жила камер-юнгфера Е. К. Скороходова, размещались классы Пажеского корпуса.
После смерти Неймана в 1768 году его имущество было распродано. Вдова и дети в 1778 году, после многократных залогов, продали дома и участок Иоганне Регине Шаде. В 1794 году дом по завещанию достался её второму мужу, Бернгарду фон Штиндту. В середине XVIII века на участке располагались уже два жилых дома, выходящих на набережную Мойки и на Большую Морскую улицу; они вошли в современное здание.

### Современное здание

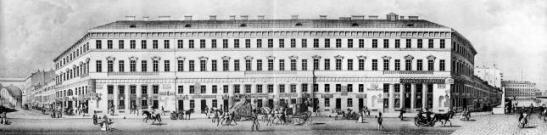
Дом Котомина в 1830-е годы

В 1807 году участок купил К. Б. Котомин, существует запись в архиве планов Комитета городских строений о его желании перестроить дом, надстроить четвёртый этаж и выдвинуть в линию.
Современный дом был создан после капитальной перестройки в стиле высокого классицизма, произведённой В. П. Стасовым с 1812 года по 1814—15 год (к 1814 году «нижний этаж по проспекту окончен, прочие этажи отделываются и на дворе флигель вчерне»). Он объединил два нижних этажа дорическим ордером, на центре разместил восемь полуколонн, а на крыльях — лоджии в четыре колонны. Наверху здания расположен карниз на кронштейнах с лепными розеттами и барельефами, горгонами, рогами изобилия и жезлом Меркурия. До 1950 годов автор этой перестройки не был известен исследователям, так как не найдено документального подтверждения в виде подписи Стасова под известными чертежами; версия об авторстве Стасова была предложена в 1954 году Пилявским и поддержана Г. Г. Гриммом (для Стасова характерен антаблемент без архитрава, фасадная стена с врезанными лоджиями).
Главный фасад протяжённостью в 80 метров выходит на Невский проспект. По бокам расположены ризалиты в семь осей с лоджиями на два нижних этажа. У центральной части здания семнадцать осей, в её центре трёхчетвертной дорический портик. В середине здания проходит дорический антаблемент без архитрава и расположенный над лоджиями гладкий аттик с декоративными балясинами. Верхние этажи разделены рельефной полоской с орнаментом. На первом, втором и четвёртом этажах окна равного размера без обрамлений, окна третьего этажа оформлены фронтонными сандриками на кронштейнах. Дом кирпичный, оштукатурен, имеет гранитный цоколь, бутовый ленточный фундамент, паркетные полы. Внутри участок разделён двумя флигелями на два двора.
В 1822—1824 годах на третьем этаже дома жил Фаддей Венедиктович Булгарин.
Здание приносило 58 000 рублей дохода в год. В 1823 году Котомин за 500 000 рублей продал дом В. М. Волконскому. В 1847 году фасад был изменён по проекту архитектора Дмитрия Петровича Дмитриевского: был разобран восьмиколонный портик, заложены проёмы между колоннами лоджий. На первом этаже сохранились крестовые своды, возможно, XVIII века.
В 1873 году владельцем дома был Н.А Пастухов, перепланировавший и перестроивший дворовые флигели. До 1917 года владельцем стал Дмитрий Александрович Пастухов. После революции дом был национализирован, по большей части отдан под коммунальные квартиры. В 1927 году был составлен акт о неверно ведущихся ремонтных работах. В 1938 году состояние было признано удовлетворительным, не считая состояния канализационных и водопроводных сетей, а также повреждений перекрытий жуком-точильщиком. В 1941 году крыша дома была укрыта досками и песком, но всё же была неоднократно пробита бомбами и снарядами. В 1978—1981 годах «Ленжилпроект» (А. Полухина, Р. Шапиро, Л. Баинкова, В. Воробева и О. Минервин) вернул зданию изначальный облик, убрав закладку лоджий. На месте заложенных окон появились ниши.
В декабре 2023 года стало известно о планах на реставрацию лицевых и дворовых фасадов здания.

## Учреждения

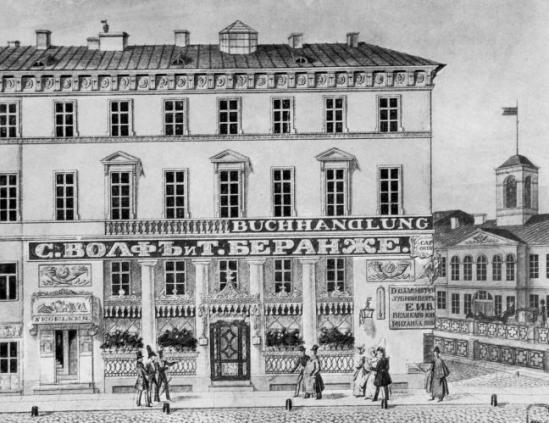
Кафе Вольфа и Беранже в 1830-е годы

С момента покупки дома Герценом в нём велась торговля спиртным. В 1738 и 1739 годах в здании был открыт первый российский кабинет восковых фигур, в котором были представлены французские и английские монархи и их приближённые. В 1743 году в здании открылся магазин Иоганна Даниэля Альбрехта, продававшего сервизы и посуду «из серпантинова камня». После него другой немец, Гаусман, устроил в здании трактир, угощавший, в частности, свежими устрицами. При Шаде и Штиндте в здании работали магазины, в том числе «Роттердам» голландца Ле Роа, продававший «сельтерскую воду, хороший шоколад а ла ваниль, чернила разных сортов, бумагу, сургуч и перья».
В 1810-х годах в доме была открыта первая лавка по продаже «иностранных вин и колониальных товаров» Петра Елисеевича Елисеева; семья купца жила в здании до 1858 года, один из их магазинов работал в доме Котомина до открытия Елисеевского магазина в 1904 году. В 1860—1870-х годах их лавка занимала четыре комнаты на первом этаже с окнами на улицу и четыре комнаты с окнами во двор, 14 складских помещений в подвале; за это в 1865 году они уплатили Котоминым 4 700 рублей, в 1861 году — 6 000 рублей.
В XIX веке в здании располагался «Сахарный музей». В здании работал известный зубной Давид Валленштейн. После 1873 года часть помещений заняла банковская контора А. Зингера. В конце XIX века в здании находились музыкальный магазин В. О. Гёнера, Адмиралтейская аптека, парфюмерный магазин «А. Ралле и К», винный магазин «Дэрби», магазин перчаток П. Мориссона, магазин сигар «Тен-Кате и К», ювелирный магазин Арнда, оптический магазин К. Воткей, французский магазин П. Баргуэна, магазин галантереи и зонтиков Ф. Треймана, фотостудия Константина Шапиро (позднее проданная Павлу Семёновичу Жукову, который жил в доме и умер в нём в 1942 году). В 1916 году здесь находился Банкирский дом Лесина.
В 1920-х годах в здании работало издательство Ленинградского губпросвета, ресторан и кафе, булочная-кондитерская, прачечная-красильная.

### Рестораны и кафе

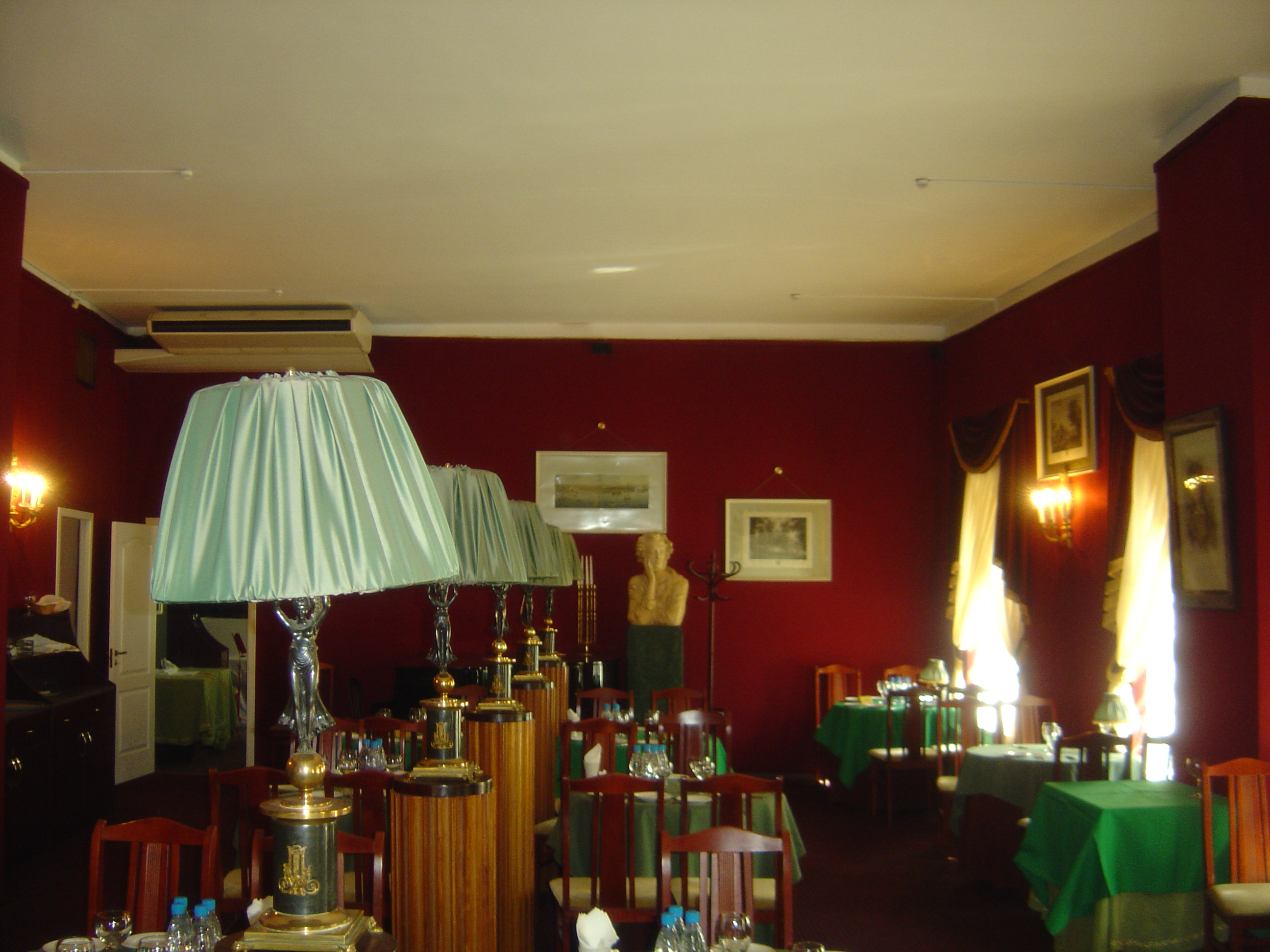
Интерьер кафе, 2007 год

С 1788 года в здании было расположено кафе Вольфа и Беранже, которое посещал А. С. Пушкин; в этом кафе он встретился с К. К. Данзасом 27 января 1837 года, в день дуэли с Дантесом. Здесь же весной 1846 года Ф. М. Достоевский познакомился с М. В. Буташевичем-Петрашевским, после чего примкнул к кружку петрашевцев. Кафе посещал и Н. Г. Чернышевский. Здесь же В. С. Глинка читал В. П. Бурнашеву «На смерть поэта» М. Ю. Лермонтова, также свои стихи на смерть Пушкина здесь зачитывал Е. Ф. Розен. Кафе было переделано в китайском стиле в 1834 году, сменив название на Cafe chinois. По легенде, 20 октября 1893 года в расположенный здесь ресторан О. Лейнера пришёл П. И. Чайковский, попросил стакан воды, и, несмотря на эпидемию холеры, решил пить некипячёную воду (по другим описаниям, он вместе с братом Модестом и артистами Александринского театра полноценно ужинал, ел макароны, пил белое вино с минеральной водой); через пять дней он умер. В ресторане Лейнера Ф. И. Шаляпин познакомился с М. В. Дальским, проходили встречи с Василием Васильевичем Андреевым. C 1902 года в ресторане снимало помещение Скандинавское благотворительное общество. Позднее в помещении находился французский ресторан «Альбер» (или «Альберт»; владелец Альберт Петрович Бетан). С 5 февраля 1985 года в здании расположено «Литературное кафе», в интерьерах которого отражён и «китайский» период заведения, и сделан акцент на вещах пушкинского времени.

### Старая книга
В 1841—1866 годах в доме работал книжный магазин Юлия Андреевича Юнгмейстера. 1 мая 1859 года рядом с его магазином открылась книжная лавка Г. Гесселя, 1 июня 1873 года перешедшая во владение А. В. Дейбнера и работавшая до революции. В его правой части дома с 1962 года и до ноября 2001 года находился магазин «Старая книга», в нём проводились первые в стране книжные аукционы. Помещения ремонтировались в 1977—1984 годах, его интерьерами занимались архитекторы В. А. Бондако и А. И. Акмен, художник Н. Ф. Марков и скульптор Г. Д. Ястребенецкий. Они использовали красное дерево и бронзу, украсили простенки барельефами Леонардо да Винчи, Микеланджело, А. Дюрера, В. П. Стасова, О. А. Кипренского, И. П. Мартоса.